# Teleac (Mureș)
Teleac (ungarisch Marostelek auch Oláhtelek oder Telek) ist ein rumänisches Dorf in Siebenbürgen. Es ist Teil der Gemeinde Gornești.

## Lage

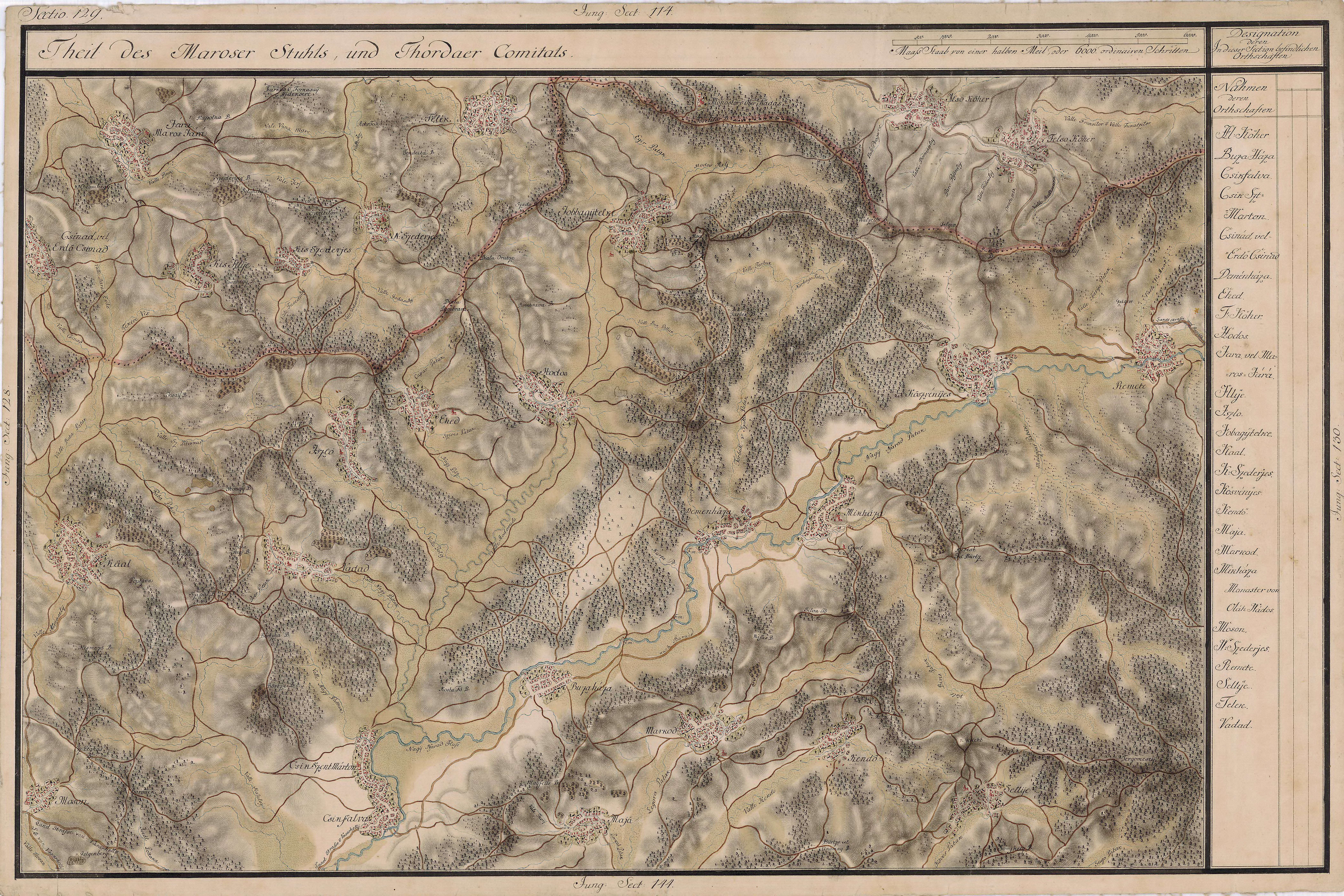
Teleac (Telek), in der Josephinischen Landaufnahme von 1769 bis 1773.

Teleac liegt etwa 15 Kilometer östlich vom Gemeindezentrum und 22 Kilometer südöstlich von der Stadt Reghin (Sächsisch Regen) entfernt.

## Geschichte
Teleac wurde erstmals im Jahr 1381 urkundlich erwähnt. Auf dem Areal des Ortes befinden sich Erdgasförderungsanlagen.

## Bevölkerung
Die Bevölkerung entwickelte sich wie folgt:

## Persönlichkeiten
Teleac ist Geburtsort des rumänischen Kardinals Alexandru Todea (1912–2002).